# Русовце
Русовце (словац. Rusovce) — міська частина, громада округу Братислава V, Братиславський край. Кадастрова площа громади — 25.56 км².
Населення 4175 осіб (станом на 31 грудня 2020 року).

## Історія
Русовце згадується 1208 року.

## Географія
Протікає Русовський канал.